# Отри ле Шател
Отри ле Шател (фр. Autry-le-Châtel) насеље је и општина у централној Француској у региону Центар (регион), у департману Лоаре која припада префектури Монтаржи.
По подацима из 2011. године у општини је живело 1014 становника, а густина насељености је износила 20,06 становника/km². Општина се простире на површини од 50,56 km². Налази се на средњој надморској висини од 185 метара (максималној 236 m, а минималној 141 m).

## Демографија
| 1962. | 1968. | 1975. | 1982. | 1990. | 1999. | 2011. |
| ----- | ----- | ----- | ----- | ----- | ----- | ----- |
| 879   | 853   | 835   | 937   | 919   | 1.015 | 1.014 |

График промене броја становника у току последњих година